# Иванов, Дмитрий Львович
Дми́трий Льво́вич Ивано́в (26 сентября [8 октября] 1846, Нижний Новгород — 19 марта 1924, Ленинград) — российский геолог и горный инженер, географ, исследователь Уссурийского края и Туркестана, рисовальщик. Директор Кавказских минеральных вод (1905—1907 гг.), действительный статский советник (с 1899 г.).

## Биография
Родился 26 сентября 1846 года. После окончания с золотой медалью Нижегородской гимназии в 1864 году поступил в Московский университет. В 1867—1870 годах принимал участие в походе против Бухарского ханства, получил чин прапорщика, был награждён Знаком отличия Военного ордена 4‑й степени. В 1870 году участвовал в Искандер-кульской экспедиции. В 1872 году принимал участие в подготовке Туркестанского отдела Политехнической выставки.
В 1873 году в качестве комиссара Туркестанского отдела всемирной выставки побывал с деловой поездкой в Вене. В 1874—1878 годах учился в Санкт-Петербургском Горном институте. В 1879—1882 годах служил в канцелярии Туркестанского генерал-губернатора чиновником по особым поручениям. Провёл геологические исследования в Самаркандской, Сырдарьинской, Ферганской, Семиреченской областях. В 1879 году побывал в Таласском Алатау, в 1883 году с экспедицией капитана Д. В. Путяты на Памире. За исследования, проведённые в составе этой экспедиции, был награждён золотой медалью Русского географического общества. В 1888—1893 годах руководил Уссурийской геологической экспедицией, в 1895 работал в Западно-Сибирском горном округе.
В 1899—1905 годах был председателем Иркутского городского округа, в 1905—1907 годах директор Кавказских минеральных вод. В 1919—1924 годах заведовал научным архивом Геологического комитета в Ленинграде.
В статьях, посвящённых Семиреченскому краю, характеризовал процесс формирования кочующих ледников, а также привёл этнографические материалы об оседлых таджиках и кочевых казахах. Писал о богатстве горных недр железной рудой, серым кварцем, аметистом и мрамором. В своем труде 1879 года «Путешествие в Алатау» повествует о своих геологических, ботанических и этнографических исследованиях, приводит сведения о кочующем леднике Майдантала, растительном, животном мире, земледелии в верховьях Сайрама. Под псевдонимом «Львович» опубликовал несколько литературных рассказов о военных походах в Туркестанском крае в конце 1860-х — начале 1870-х годов. Некоторые его труды были переведены на немецкий язык.
Умер 19 марта 1924 года.

## Некоторые работы
- Туркестанские походы. Наброски степняка // Военный сборник, 1873, № 3, 4, 6, 7, 9, 10; 1874, № 10-12; 1875, № 1-5;
- Каталог Туркестанского отдела Политехнической выставки Общества любителей естествознания, антропологии и этнографии, М., 1876;
- Верховья системы Таласского Алатау // Известия ИРГО, т. XVII 1881 (1887)[4].

### Комментарии
1. ↑  «Во время учёбы в Московском университете был осуждён по делу революционера-террориста Дмитрия Каракозова. Иванова обвинили в недонесении на революционное общество и приговорили к лишению прав состояния и ссылке в Сибирь. Александр II заменил ссылку военной службой в звании рядового»[2].
2. ↑  

Дореволюционный период исследований природы Памира связан с именами зоологов А. П Федченко и Н. А. Северцова, геологов И. В. Мушкетова и Д. Л. Иванова, ботаников О. А. Федченко, А. Э. Регеля, С. И. Коржинского, Н. И. Вавилова и др. Это были разрозненные экспедиции энтузиастов-одиночек, в советское же время они сменились планомерными исследованиями. Для изучения биологических ресурсов Памира и его освоения в 1934 году под руководством П. А. Баранова и И. А. Райковой были созданы первые научно-исследовательские станции.
— Х. Ю. Юсуфбеков. Памирский биологический институт // Природа. — Наука, 1982. — № 12. — С. 48. Архивировано 20 мая 2017 года.